# کریستینا گرووز

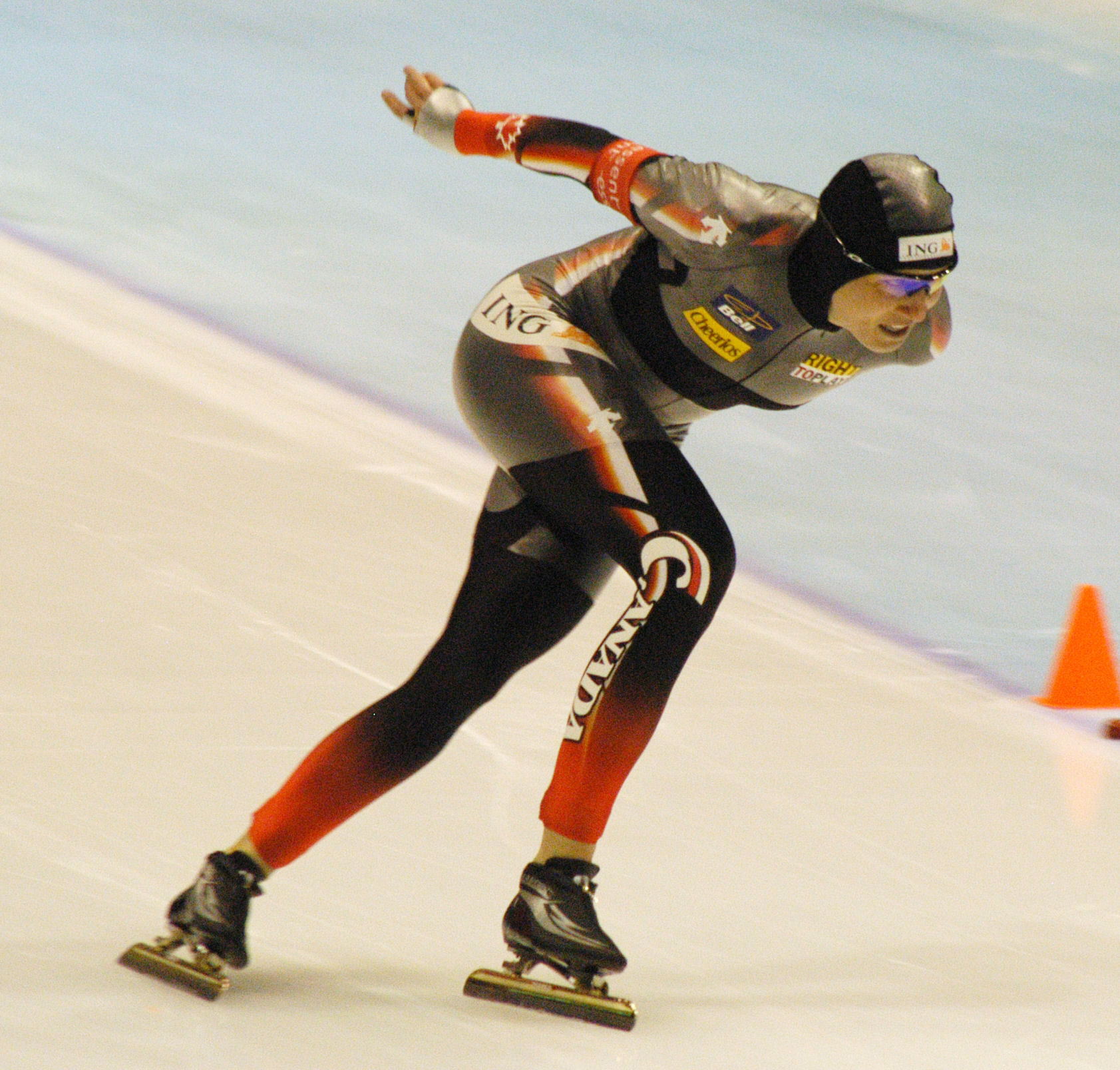
تصویری از کریستینا گرووز

کریستینا گرووز (به انگلیسی: Kristina Groves) (دسامبر ۱۹۷۶–) اسکیت‌باز سرعت بر یخ، اهل کاناداست. او در المپیک زمستانی ۲۰۰۶ در تورین در رشته‌های اسکیت روی یخ ۱۵۰۰متر زنان و امدادی تیمی مدال نقره کسب کرد. در المپیک زمستانی ۲۰۱۰ در ونکوور، در رشتهٔ ۱۵۰۰ متر بانوان مدال نقره و در ۳۰۰۰متر بانوان مدال برنز کسب کرد.